# Belide
Belide é uma povoação portuguesa do Município de Condeixa-a-Nova que foi sede da extinta Freguesia de Belide, freguesia que tinha 0,78 km² de área e 245 habitantes (2011), e, por isso, uma densidade populacional de 314,1 hab/km².
A Freguesia de Belide foi extinta em 2013, no âmbito de uma reforma administrativa nacional, tendo sido agregada à Freguesia de Sebal para formar uma nova freguesia denominada União das Freguesias de Sebal e Belide.

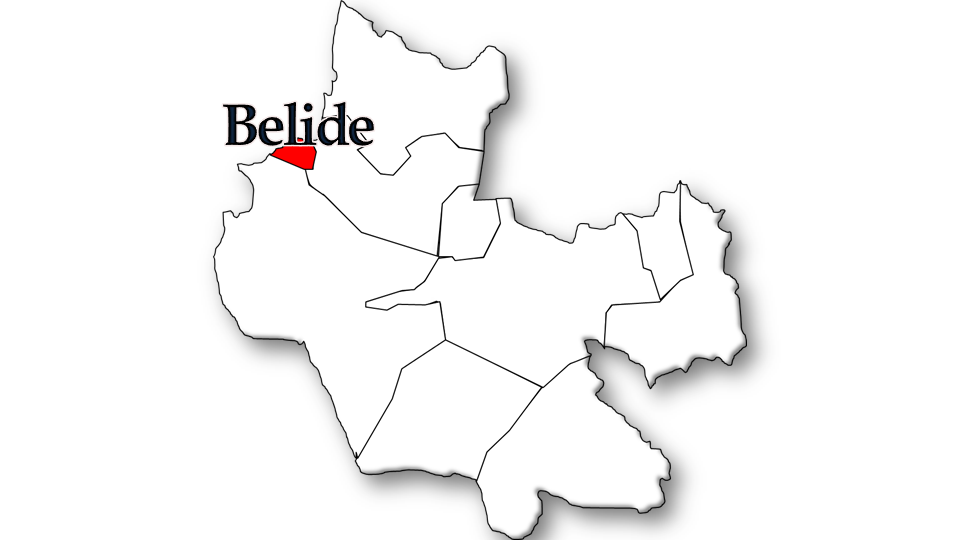
Localização no Município de Condeixa-a-Nova

## População

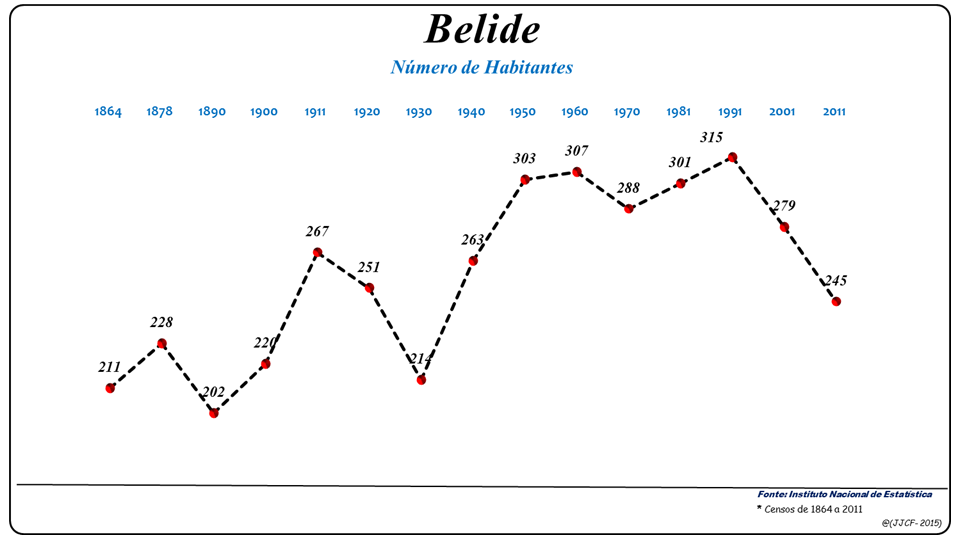
Evolução da População (1864 / 2011)

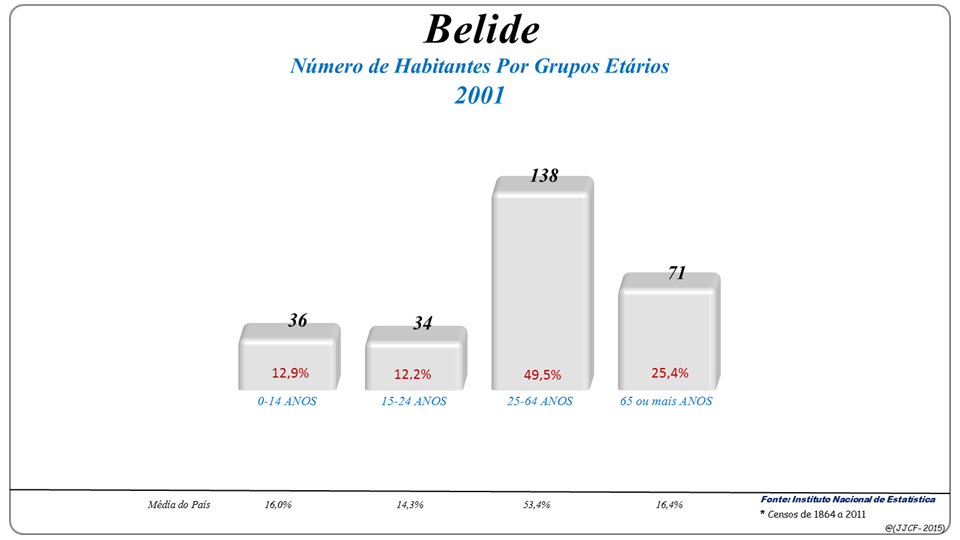
Grupos Etários (2001 e 2011)

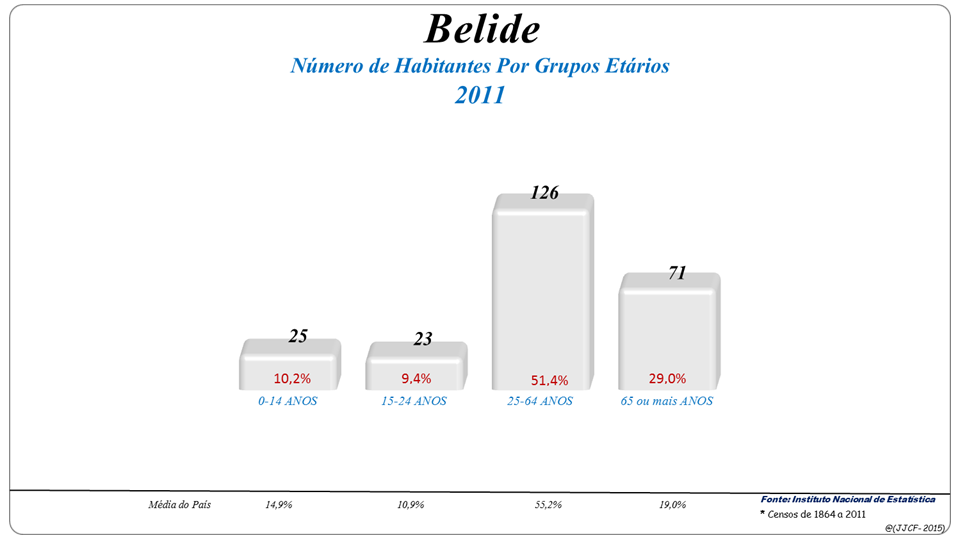
Grupos Etários (2001 e 2011)

| População da freguesia de Belide | População da freguesia de Belide | População da freguesia de Belide | População da freguesia de Belide | População da freguesia de Belide | População da freguesia de Belide | População da freguesia de Belide | População da freguesia de Belide | População da freguesia de Belide | População da freguesia de Belide | População da freguesia de Belide | População da freguesia de Belide | População da freguesia de Belide | População da freguesia de Belide | População da freguesia de Belide |
| -------------------------------- | -------------------------------- | -------------------------------- | -------------------------------- | -------------------------------- | -------------------------------- | -------------------------------- | -------------------------------- | -------------------------------- | -------------------------------- | -------------------------------- | -------------------------------- | -------------------------------- | -------------------------------- | -------------------------------- |
| 1864                             | 1878                             | 1890                             | 1900                             | 1911                             | 1920                             | 1930                             | 1940                             | 1950                             | 1960                             | 1970                             | 1981                             | 1991                             | 2001                             | 2011                             |
| 211                              | 228                              | 202                              | 220                              | 267                              | 251                              | 214                              | 263                              | 303                              | 307                              | 288                              | 301                              | 315                              | 279                              | 245                              |